# Campeonato Oficial de fútbol playa de Chile 2009
El segundo Campeonato Oficial de fútbol playa de Chile organizada por la ANFP se disputó entre los días 7 y el 9 de febrero de 2009 en la ciudad de Viña del Mar.

## Sistema de Campeonato
Asistieron seis equipos: Colo-Colo, Universidad de Chile, Audax Italiano, Everton, Wanderers y Municipal Iquique. Los equipos se repartieron en dos grupos. La fase de grupos se jugó los días 7 y 8 de febrero, mientras las semifinales y final se jugaron el 9 de febrero.

## Resultados

### Primera fase
| Fecha        | Partido¹           | Partido¹ | Partido¹             | Resultado     |
| ------------ | ------------------ | -------- | -------------------- | ------------- |
| 7 de febrero | Everton            | -        | Colo-Colo            | 9-3           |
| 7 de febrero | Santiago Wanderers | -        | Audax Italiano       | 5-2           |
| 8 de febrero | Colo-Colo          | -        | Universidad de Chile | 5-3           |
| 8 de febrero | Municipal Iquique  | -        | Audax Italiano       | 7-5           |
| 8 de febrero | Everton            | -        | Universidad de Chile | 12-3          |
| 8 de febrero | Santiago Wanderers | -        | Municipal Iquique    | 4-4 (1-0Pen.) |

### Segunda fase
| Fecha        | Partido¹  | Partido¹ | Partido¹           | Resultado |
| ------------ | --------- | -------- | ------------------ | --------- |
| 9 de febrero | Everton   | -        | Municipal Iquique  | 2-5       |
| 9 de febrero | Colo-Colo | -        | Santiago Wanderers | 6-5       |

### Final
| Fecha        | Partido¹  | Partido¹ | Partido¹          | Resultado       |
| ------------ | --------- | -------- | ----------------- | --------------- |
| 9 de febrero | Colo-Colo | -        | Municipal Iquique | 5 - 5 (0-1Pen.) |

## Campeón
| Municipal Iquique 1º título |